# Karesuando
Karesuando (ook wel Karesuanto of Samisch: Gárasavvon) is een dorp in de gemeente Kiruna in het Zweedse deel van Lapland.
Karesuando ligt aan de rivier Könkämä. Het is een dorp met lintbebouwing langs de Riksväg 99 (parallel aan de rivier) en de E45. Het is een vrij groot dorp in vergelijking met andere dorpen in de wijde omgeving.
Karesuando is te bereiken met de bus vanuit Vittangi en is door een brug uit 1980 verbonden met zijn Finse tegenhanger Kaaresuvanto. De douanepost (sinds lang buiten gebruik) staat midden op de brug. De grootste bezienswaardigheden van het dorp zijn de wilde rivier en het natuurlandschap. Naar het noorden toe is er alleen nog een weggetje naar het gehucht Maunu, naar het zuiden toe provinciale wegen naar Vittangi en Haparanda.
Samen met haar Finse tegenhanger vormt ze Eurosuando (Fins: Eurosuvanto).
Suando /suvanto betekent meer in rivier; hier het Kaarevuopio.
Bestuurscentrum: Kiruna (Tätort)
Tätort: Jukkasjärvi · Karesuando · Kuttainen · Övre Soppero · Svappavaara · Vittangi
Småort: Abisko · Idivuoma · Kauppinen · Kurravaara · Lannavaara · Laxforsen · Masugnsbyn · Mertajärvi · Närvä · Paksuniemi · Piksinranta · Saivomuotka
Overig: Alalahti · Alttajärvi · Årosjåkk · Björkliden · Holmajärvi · Jänkänalusta · Kaalasjärvi · Kalixfors · Kattuvuoma · Käyrävuopio · Krokvik · Kuoksu · Lainio · Laukkusluspa · Luongaslompolo · Maunu · Merasjärvi · Nedre Soppero · Nurmasuanto · Paittasjärvi · Parakka · Piilijärvi · Pirttivuopio · Poikkijärvi · Puoltsa · Rautas · Rensjön · Salmi · Silkkimuotka · Stenbacken · Suijajärvi · Torneträsk · Tuolluvaara · Vassijaure · Viikusjärvi · Vittangi · Vivungi